# Zbigniew Miler
Zbigniew Miler (ur. 1954 w Dobrej) – polski nauczyciel, historyk i regionalista. Autor i współautor kilku książek i setek artykułów o tematyce historycznej. Popularyzator turystyki wśród dzieci i młodzieży.

## Edukacja i praca zawodowa
- Ukończył szkołę podstawową w Dobrej, a liceum w Nowogardzie
- Do 1978 pracował jako nauczyciel w szkole podstawowej w Wojtaszycach
- W 1978 został absolwentem Wyższej Szkoły Pedagogicznej w Szczecinie, studia z zakresu historii. Pisze pracę magisterską pt. Działalność emigracji polskiej w Turcji w okresie wojny krymskiej
- Od 1979 związany z Gorzowem Wlkp.
- Od 1980 pracuje w szkole podstawowej w Górkach Noteckich
- W 1984 kończy Podyplomowe Studium Historii w Wyższej Szkole Pedagogicznej w Zielonej Górze
- W 1986 kończy studium specjalne przygotowujące nauczycieli do nauczania propedeutyki filozofii i problemów religioznawstwa w Oddziale Doskonalenia Nauczycieli ODN w Zielonej Górze
- 1997 kończy kurs kwalifikacyjny z zakresu bibliotekoznawstwa w Wojewódzkim Ośrodku Metodycznym [WOM] w Gorzowie Wlkp.
- Uczy w szkołach gimnazjalnych w Zwierzynie (od 1999 roku) i Górkach Noteckich (od 2006 roku)
- 2002 kończy Podyplomowe Studium Geografii dla Nauczycieli na Uniwersytecie Wrocławskim
- Od 2014 jest na emeryturze.

## Wydane książki i inne publikacje
- Piotr Janczak, Zbigniew Miler, "Dzieje Górek Noteckich", 1994
- Piotr Janczak, Zbigniew Miler, "Pejzaże Górek", 1994
- Kazimierz Hoffmann, Zbigniew Miler, "Król z Barlinka. Nowe odkrycia do biografii Emanuela Laskera", 1995
- Zbigniew Miler, "Dobra Nowogardzka. Szkice z dziejów miasta i gminy", 1997[2]
- Zbigniew Miler, "Dobra i okolice, 1998
- Zbigniew Miler, "Dobre miasteczko. Szkice z przeszłości Dobrej i okolicy", 2012
- Praca zbiorowa, "Polska Pani Warta", 2022[3][4]
- W latach 1988–2002 z Jerzym Zysnarskim współtworzył cotygodniowy Słownik Gorzowski drukowany w "Ziemi Gorzowskiej", 753 odcinki
- Zbigniew Miler opracował projekt herbu gminy Zwierzyn

## Odznaczenia i nagrody
- Medal Komisji Edukacji Narodowej (1998)
- Medal "Za Zasługi dla Pożarnictwa" (2007)
- Odznaka Honorowa "Za Zasługi dla Archiwistyki" (2019)
- Dwukrotnie otrzymał nagrodę Gorzowskiego Kuratora Oświaty i Wychowania

## Wolontariat
- Członek Towarzystwa Przyjaciół Archiwum i Pamiątek Przeszłości działającego przy Archiwum Państwowym w Gorzowie
- Członek polsko-niemieckiego Stowarzyszenia Educatio Pro Europa Viadrina
- Członek Klubu Regionalistów przy Wojewódzkiej i Miejskiej Bibliotece Publicznej im. Zbigniewa Herberta w Gorzowie Wlkp.